# 达娜·扎托普科娃

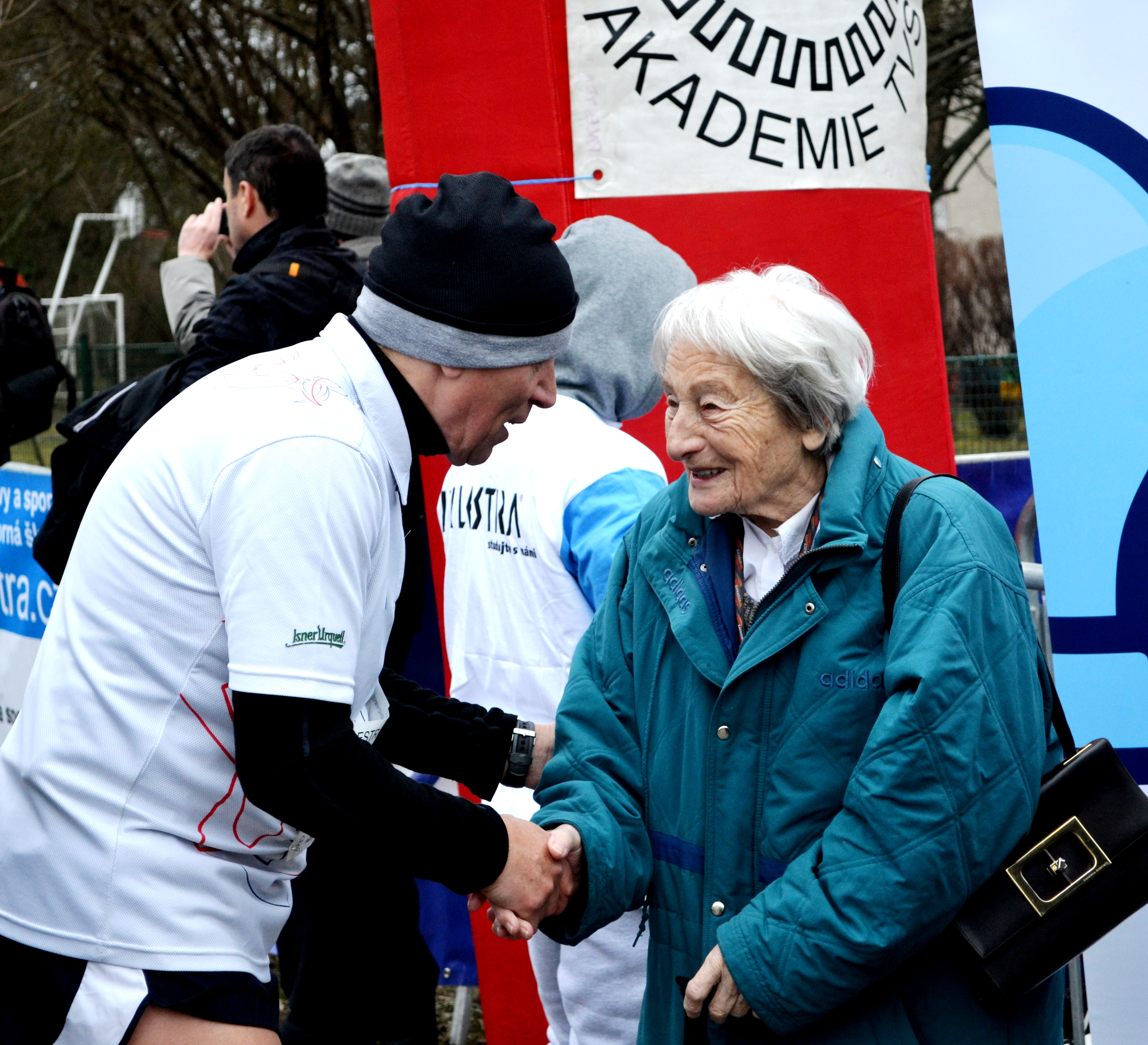
2014年

达娜·扎托普科娃（捷克語：Dana Zátopková，1922年9月19日—2020年3月13日），捷克女子標槍运动员。

## 生平
1922年生于卡尔维纳弗里施塔特。6岁时随家人搬至霍多宁。在学校里经常参加手球和篮球运动。1946年至1952年连续七年在捷克斯洛伐克田径锦标赛中获得女子标枪项目金牌。
1948年10月，伦敦奥运会结束后不久，她与男子长跑运动员埃米尔·扎托佩克结婚。巧合的是，他们两人是同年同月同日生（1922年9月19日）。1952年，扎托佩克在赫尔辛基奥运会上包揽男子5000米、10000米和马拉松3枚金牌，而扎托普科娃同样参加了该届奥运会，并在扎托佩克获得5000米比赛金牌之后半小时，在标枪比赛中夺冠。1957年，墨尔本奥运会金牌得主奥尔加·菲科托娃和哈罗德·康诺利在布拉格举办婚礼。扎托普科娃和丈夫也作为证婚人参加了婚礼。
扎托普科娃在1960年罗马奥运会女子标枪比赛中投出53.78米的成绩，仅次于苏联运动员奥佐林娜的55.98米，位居第二。1962年，扎托普科娃退役，转任国家队教练。1960年至1972年，任国际田径联合会妇女委员会委员。2020年3月13日在布拉格逝世。

## 成就
| 年                | 賽事              | 舉辦城市          | 名次              | 記錄              |                   |
| 代表 捷克斯洛伐克 | 代表 捷克斯洛伐克 | 代表 捷克斯洛伐克 | 代表 捷克斯洛伐克 | 代表 捷克斯洛伐克 | 代表 捷克斯洛伐克 |
| ----------------- | ----------------- | ----------------- | ----------------- | ----------------- | ----------------- |
| 1948              | 奥运会            | 英国伦敦          | 7                 | 39.94 m           |                   |
| 1950              | 歐錦赛            | 比利时布鲁塞尔    | 5                 | 41.34 m           |                   |
| 1952              | 奥运会            | 芬兰赫尔辛基      | 1                 | 50.47 m           |                   |
| 1954              | 歐錦赛            | 瑞士伯尔尼        | 1                 | 52.91 m           |                   |
| 1956              | 奥运会            | 澳大利亚墨尔本    | 4                 | 49.83 m           |                   |
| 1958              | 歐錦赛            | 瑞典斯德哥尔摩    | 1                 | 56.02 m           |                   |
| 1960              | 奥运会            | 意大利罗马        | 2                 | 53.78 m           |                   |